# Kevin Kline
Kevin Delaney Kline (sinh ngày 24 tháng 10 năm 1947) là một diễn viên và ca sĩ người Mỹ. Ông đã từng thắng một giải Oscar và ba giải Tony.

## Giải thưởng và đề cử
| Năm  | Giải                      | Hạng mục                                                                    | Đối tượng đề cử          | Kết quả   |
| ---- | ------------------------- | --------------------------------------------------------------------------- | ------------------------ | --------- |
| 1978 | Drama Desk Awards         | Outstanding Featured Actor in a Musical                                     | On the Twentieth Century | Đoạt giải |
| 1978 | Tony Awards               | Best Featured Actor in a Musical                                            | On the Twentieth Century | Đoạt giải |
| 1981 | Tony Awards               | Best Actor in a Musical                                                     | The Pirates of Penzance  | Đoạt giải |
| 1981 | Drama Desk Awards         | Outstanding Actor in a Musical                                              | The Pirates of Penzance  | Đoạt giải |
| 1982 | BAFTA Awards              | Best Newcomer                                                               | Sophie's Choice          | Đề cử     |
| 1982 | Golden Globe Awards       | New Star of the Year - Actor                                                | Sophie's Choice          | Đề cử     |
| 1988 | Academy Awards            | Best Supporting Actor                                                       | A Fish Called Wanda      | Đoạt giải |
| 1988 | BAFTA Awards              | Best Actor in a Leading Role                                                | A Fish Called Wanda      | Đề cử     |
| 1991 | Golden Globe Awards       | Best Actor - Motion Picture Musical or Comedy                               | Soapdish                 | Đề cử     |
| 1993 | Golden Globe Awards       | Best Actor - Motion Picture Musical or Comedy                               | Dave                     | Đề cử     |
| 1997 | Golden Globe Awards       | Best Actor - Motion Picture Musical or Comedy                               | In & Out                 | Đề cử     |
| 1997 | MTV Movie Awards          | Best Kiss (với Tom Selleck)                                                 | In & Out                 | Đề cử     |
| 1997 | Satellite Awards          | Best Actor – Motion Picture Musical or Comedy                               | In & Out                 | Đề cử     |
| 2001 | Screen Actors Guild Award | Outstanding Performance by a Male Actor in a Leading Role                   | Life as a House          | Đề cử     |
| 2004 | Drama Desk Awards         | Outstanding Actor in a Play                                                 | Henry IV                 | Đoạt giải |
| 2004 | Tony Awards               | Best Actor in a Play                                                        | Henry IV                 | Đề cử     |
| 2004 | Golden Globe Awards       | Best Actor - Motion Picture Musical or Comedy                               | De-Lovely                | Đề cử     |
| 2004 | Satellite Awards          | Best Actor – Motion Picture Musical or Comedy                               | De-Lovely                | Đề cử     |
| 2006 | Screen Actors Guild       | Outstanding Performance by a Male Actor in a Miniseries or Television Movie | As You Like It           | Đoạt giải |
| 2008 | Primetime Emmy Awards     | Outstanding Lead Actor – Miniseries or a Movie                              | Cyrano de Bergerac       | Đề cử     |
| 2009 | Screen Actors Guild       | Outstanding Performance by a Male Actor in a Miniseries or Television Movie | Cyrano de Bergerac       | Đề cử     |
| 2017 | Drama League Award        | Distinguished Performance                                                   | Present Laughter         | Đề cử     |
| 2017 | Drama Desk Awards         | Outstanding Actor in a Play                                                 | Present Laughter         | Đoạt giải |
| 2017 | Tony Awards               | Best Actor in a Play                                                        | Present Laughter         | Đoạt giải |
| 2017 | Primetime Emmy Awards     | Outstanding Character Voice-Over Performance                                | Bob's Burgers            | Đề cử     |